# پیش از سپیده‌دم

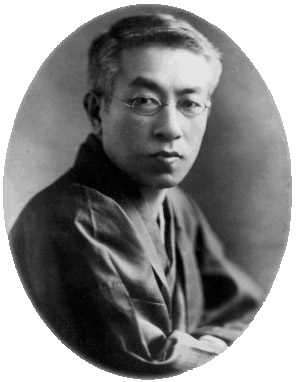
شیمازاکی توسون

پیش از سپیده‌دم (به ژاپنی: 夜明け前 Yoakemae) معروف‌ترین داستان تاریخی شیمازاکی توسون است. این اثر در سال ۱۹۲۹ به‌دست چوئوکورون به صورت سریالی به چاپ رسید پس از آن به صورت کتاب به‌دست شینچوشا چاپ شد.
این رمان داستان آشفته سقوط شوگون‌سالاری توکوگاوا را به تصویر می‌کشد، رویدادی که با ورود کشتی‌های متیو سی. پری آغاز شد و غرب‌زدگی در دوره میجی در ژاپن را به دنبال داشت.
در سال ۱۹۵۳، فیلمی برپایه این رمان منتشر شد.